# Gmina zbiorowa Sögel
Gmina zbiorowa Sögel (niem. Samtgemeinde Sögel) – gmina zbiorowa położona w niemieckim kraju związkowym Dolna Saksonia, w powiecie Emsland. Siedziba administracji gminy zbiorowej znajduje się w miejscowości Sögel.

## Podział administracyjny
Do gminy zbiorowej Sögel należy osiem gmin:
1. Börger
2. Groß Berßen
3. Hüven
4. Klein Berßen
5. Sögel
6. Spahnharrenstätte
7. Stavern
8. Werpeloh